# Осада Буды (1602)
Осада Буды (венг. Buda ostroma (1602)) — одно из сражений во время австро-турецкой так называемой Долгой войны. Вторая из трех попыток войск Священной Римской империи захватить город. Она закончилась неудачей, несмотря на взятие имперскими войсками Пешта.
4 сентября 1602 года в имперском лагере у Дьёра эрцгерцог Матвей созвал военный совет. Было принято решение осадить Буду. 20 сентября фельдмаршал Герман фон Руссвурм с армией численностью от 20 000 до 24 000 человек вышел из Дьёра и, перейдя на левый берег Дуная, двинулся медленным маршем сначала в Эстергом, а затем к Буде.
Осада началась 2 октября. В Буде находилось около 5000–10000 турок, в то время как Пешт защищали 1000–1500 человек. Фельдмаршал Руссвурм решил атаковать мост, соединявший Пешт и Буду. Имперцы  захватилт плацдарм у Пешта и стали разрушать мост. Попытка османов спасти мост закончилась безуспешно, и мост был разрушен.
В ночь 5–6 октября войска Габсбургов атаковали Пешт с суши и с реки. К полудню 7 октября оставшиеся защитники были вынуждены отступить за два круглых бастиона, а затем на лодках переплыть в Буду. Затем мост был восстановлен.
После захвата Пешта началась бомбардировка Буды и подведение под стены мин. Турки предприняли несколько неудачных вылазок. 
13 октября к Буде приблизилась армия великого визиря Хасан-паши численностью 20–30 000 человек, прибытие которой значительно затруднило осаду. Хасан-паша стал осаждать Пешт, в то время как Руссвурм продолжил осаду Буды. 21 октября Хасан-паша предпринял штурм крепости Пешт, но не смог добиться никаких результатов.
В свою очередь, имперские войска 22 октября начали штурм Буды. Многочисленные атакующие волны были отражены османами, что стоило имперцам 1000–1500 убитыми и ранеными. 25 октября был проведён еще один штурм, но и он закончился провалом со значительными потерями для габсбургских войск.
После бесплодной 20-дневной осады Хасан-паша отступил от Пешта, получил 6-тысячное подкрепление и затем предпринял вторую попытку захватить Пешт, но опять безрезультатно. 
Несмотря на нехватку пороха и крайнюю усталость, османские защитники Будайской крепости упорствовали, болезни истощили их силы. Голод и болезни свирепствовали и среди осаждающих. Ранняя зима прервала осаду, и 14 ноября имперские войска отошли от Буды. Пешт остался за имперцами.